# Omphalodes luciliae
Espèce
Classification phylogénétique
Omphalodes luciliae est une espèce de plantes de la famille des Boraginacées originaire d'Europe et Asie Mineure.

## Position taxinomique
Comme le genre, Omphalodes luciliae fait partie de la sous-famille Boraginoideae.
Pierre Edmond Boissier décrit cette espèce en 1844. Aucune modification de sa détermination n'a été produite depuis.
On relève quatre sous-espèces :
- Omphalodes luciliae subsp. cilicica (Hausskn. ex Brand) Bornm. (1896) - synonyme : Omphalodes cilicica Hausskn. ex Brand (1921)
- Omphalodes luciliae subsp. kurdica Rech.f. & H.Riedl (1988)
- Omphalodes luciliae subsp. pisidica R.R.Mill (2011)
- Omphalodes luciliae subsp. scopulorum J.R.Edm. (1977)

## Description
Il s'agit d'une plante herbacée vivace, de 10 à 30 centimètres de haut, formant une touffe stolonifère.
Les tiges, grêles, érigées, non ramifiées, portent des feuilles alternes, lancéolées vert-clair, minces, à une nervure centrale et glabres.
La floraison s'étend de  juin à octobre.
Les fleurs, de couleur variable mais majoritairement bleue, s'épanouissent en cymes de six à huit.
La corolle de la fleur est large de dix à quinze millimètres, une à deux fois plus longue que le calice.

## Distribution
Omphalodes luciliae est originaire d'Europe méridionale et d'Asie Mineure : Grèce, Turquie.
Il s'agit d'une plante d'altitude. Son habitat est formé préférentiellement de sous-bois clairs.